# 松島海斗
松島 海斗（まつしま かいと、2000年3月29日 - ）は、日本の俳優である。劇団東俳に所属していた。

## 出演

### テレビドラマ
- 柳生一族の陰謀（2008年9月28日、テレビ朝日） - 徳川忠長（幼少）役
- ひるドラ パンダが町にやってくる（2008年、TBS）
- サムスンスペシャル 伝えたい!僕らの夢 聴導犬が教えてくれたチカラ〜あすなろ学校の物語〜（2009年7月20日、TBS） - 高原晃（幼少） 役
- わたしが子どもだったころ 三宅裕司篇（2009年9月30日、BS-hi） - 三宅本人（幼少） 役
- 新参者（2010年、TBS）
- GOLD（2010年、フジテレビ） - 早乙女廉（幼少） 役
- ドラマ10 10年先も君に恋して（2010年、NHK総合） - リョウタ 役
- さだまさしドラマスペシャル・故郷 〜娘の旅立ち〜（2011年7月5日、フジテレビ）
- 大河ドラマ江〜姫たちの戦国〜（2011年、NHK） - 国松（徳川忠長幼少） 役
- ドラマ10 シングルマザーズ（2012年、NHK総合） - 難波慎之介（少年期）役
- 家族ゲーム（2013年、フジテレビ） - 園田満 役
- 大河ドラマ軍師官兵衛（2014年、NHK） - 後藤又兵衛（幼少） 役
- 時々迷々 もうひとりのぼく ジン役

### ラジオドラマ
- FMシアター 島の密航先生（NHK-FM）

### 映画
- 茶々 天涯の貴妃（2007年） - 豊臣秀頼（6歳時） 役
- さらば愛しの大統領（2010年） - 早川（少年期） 役
- ゲームセンターCX THE MOVIE 1986 マイティボンジャック（2014年） -  藤井啓太役

### CM
- 大正製薬 ヴィックスヴェポラッブ
- 阪神電鉄
- ABC
- 萩原工業
- エス・バイ・エル
- マイカル
- 日本マクドナルド ハッピーセット 熱血篇・NARUTO篇・ドラゴンボール改篇
- ハウス食品 こくまろカレー ハート山盛り篇
- バスクリン 進化編・お母さんの想い篇

### ネット配信
- ミュードラ 春のまぼろし（2010年2月） - 由宇（幼少） 役

### VP
- 日産・キューブ
- ラビスタ宝塚

### スチール
- 啓林館 教科書
- ニッセン カタログ
- オリエンタルランド 2010年夏季グラフィック

### ウェブ
- ブリヂストン タイヤ館 エコピアサンダルプログラム 説明用VTR